# MX4D
MX4D是由美國Media Mation公司開發的電影院體感技術，當中使用了一套動態技術，透過電影中不同的劇情，來觸發不同的模擬實感。
它允许电影通过增加环境效果，如动作、气味和湿度，来提升观感。它使用的影院座椅可以与屏幕上的动作同步，向前、向后和向侧倾斜，同时还配备了气流喷射、触觉效果和其他技术。
類似的系統還有由韓國CJ 4DPLEX 公司所研發的4DX。

## 內容

### 座椅
- 設有震動功能
- 配有上下升降、前後傾斜的效果

### 環境特效
MX4D會受電影劇情中以下的環境所影響:
- 動感
- 颳風
- 振动
- 戳背
- 搔腿
- 搔頸
- 下雨
- 煙霧
- 氣味
- 下雪
- 閃光
- 泡泡
- 噴水
- 噴氣
- 彈跳